# Agents of S.H.I.E.L.D. (6.ª temporada)
A sexta temporada da série de televisão americana Agents of S.H.I.E.L.D., baseada na organização S.H.I.E.L.D. da Marvel Comics, segue Phil Coulson e outros aliados e agentes da S.H.I.E.L.D. enquanto tentam salvar o mundo de um futuro apocalíptico. É ambientado no Universo Cinematográfico da Marvel (MCU) e reconhece a continuidade dos filmes da franquia. A temporada foi produzida pela ABC Studios, Marvel Television e Mutant Enemy Productions, com Jed Whedon, Maurissa Tancharoen e Jeffrey Bell atuando como showrunners.
Ao lado de Clark Gregg, que reprisa seu papel como Coulson dos filmes, os principais membros do elenco Ming-Na Wen, Chloe Bennet, Iain De Caestecker, Elizabeth Henstridge, Henry Simmons e Natalia Cordova-Buckley. Eles se juntam a Jeff Ward, promovido ao elenco principal a partir de um papel recorrente na quinta temporada. A sexta temporada foi encomendada em maio de 2018 e as filmagens começaram em julho. A produção terminou em dezembro. Diferentemente das temporadas anteriores, que apresentavam vínculos diretos com os filmes da MCU, essa temporada evita fazer referência aos filmes Vingadores: Guerra Infinita e Vingadores: Ultimato devido a problemas logísticos e para permitir que ela conte sua própria história.
A sexta temporada estreou na ABC em 10 de maio de 2019, teve 13 episódios e durou até 2 de agosto. Ela estreou com classificações mais baixas, mas com um público mais alto que a temporada anterior, e permaneceu consistente na audiência. Em novembro de 2018, antes da estreia desta temporada, a ABC renovou a série para a sétima e última temporada.

## Elenco e Personagens
| - Clark Gregg como Sarge e Phil Coulson - Ming-Na Wen como Melinda May - Chloe Bennet como Daisy Johnson / Tremor - Iain De Caestecker como Leo Fitz - Elizabeth Henstridge como Jemma Simmons - Henry Simmons como Alphonso "Mack" Mackenzie - Natalia Cordova-Buckley como Elena "Yo-Yo" Rodriguez - Jeff Ward como Deke Shaw | - Maximilian Osinski como Davis - Briana Venskus como Piper - Joel Stoffer como Enoch Coltrane - Barry Shabaka Henley como Marcus Benson - Winston James Francis como Jaco - Matt O'Leary como Pax - Brooke Williams como Snowflake - Christopher James Baker como Malachi - Shainu Bala como Trevor Khan - Karolina Wydra como Izel | - Maurissa Tancharoen como Sequoia - Coy Stewart como Flint |

## Episódios
| N.º na série | N.º na temp. | Título                                                                                   | Dirigido por         | Escrito por                      | Exibição original   | Audiência (milhões) |
| --- | ------------ | ---------------------------------------------------------------------------------------- | -------------------- | -------------------------------- | ------------------- | ------------------- |
| 111 | 1            | "Missing Pieces" "(Peças Faltando)" (BR)                                                 | Clark Gregg          | Jed Whedon & Maurissa Tancharoen | 10 de maio de 2019  | 2.31                |
| Espalhados pela galáxia, a equipe tenta se recuperar após a recente morte de Coulson. |              |                                                                                          |                      |                                  |                     |                     |
| 112 | 2            | "Window of Opportunity" "(Janela de Oportunidades)" (BR)                                 | Kevin Tancharoen     | James C. Oliver & Sharla Oliver  | 17 de maio de 2019  | 2.18                |
| Enquanto Fitz e Enoch sofrem no espaço, Sarge e sua equipe seguem com uma misteriosa missão na Terra. |              |                                                                                          |                      |                                  |                     |                     |
| 113 | 3            | "Fear and Loathing on the Planet of Kitson" "(Medo e Repulsa no Planeta de Kitson)" (BR) | Jesse Bochco         | Brent Fletcher & Craig Titley    | 24 de maio de 2019  | 2.26                |
| É uma noite longa no planeta de Kitson para os agentes. Enquanto Fitz e Enoch tentam a sorte em um cassino, perto dali, Daisy e Simmons se encontram em uma situação...estranha.                                                                     |              |                                                                                          |                      |                                  |                     |                     |
| 114 | 4            | "Code Yellow" "(Código Amarelo)" (BR)                                                    | Mark Kolpack         | Nora Zuckerman & Lilla Zuckerman | 31 de maio de 2019  | 2.35                |
| Yo-Yo e Keller tornam as coisas públicas. Aliens parasitas ameaçam a raça humana. E alguém realmente precisa de bebida. |              |                                                                                          |                      |                                  |                     |                     |
| 115 | 5            | "The Other Thing" "(A Outra Coisa)" (BR)                                                 | Lou Diamond Phillips | George Kitson                    | 14 de junho de 2019 | 2.18                |
| Sarge tem May, Altarah tem Daisy, Enoch e Simmons, e agora há dois planetas que precisam ser salvos. |              |                                                                                          |                      |                                  |                     |                     |
| 116 | 6            | "Inescapable" "(Inescapável)" (BR)                                                       | Jesse Bochco         | DJ Doyle                         | 21 de junho de 2019 | 2.12                |
| Eles lutaram através do tempo, espaço e realidades alternativas para encontrarem um ao outro, e agora que estão mais perto do que nunca, só seus próprios demônios podem parar o reencontro de FitzSimmons.                                          |              |                                                                                          |                      |                                  |                     |                     |
| 117 | 7            | "Toldja" "(Toldja)" (BR)                                                                 | Keith Potter         | Mark Leitner                     | 28 de junho de 2019 | 2.17                |
| Após se encontrarem em mais um dilema, um estranho misterioso oferece a Enoch e FitzSimmons uma carona para casa, mas eles descobrem que dois passarinhos não valem mais que um.                                                                     |              |                                                                                          |                      |                                  |                     |                     |
| 118 | 8            | "Collision Course - (Part 1)" "(Curso De Colisão - Parte 1)" (BR)                        | Kristin Windell      | Jeffrey Bell & Craig Titley      | 5 de julho de 2019  | 1.79                |
| Para enfrentar a Besta Odiosa Intergalática Devoradora de Planetas, o time da Terra pede ajuda, mas só nos lugares errados. Enquanto isso, no Lazy Comet, algo estranho está acontecendo com a tripulação de Izel, e não é só por causa dos puffies. |              |                                                                                          |                      |                                  |                     |                     |
| 119 | 9            | "Collision Course - (Part 2)" "(Curso De Colisão - Parte 2)" (BR)                        | Sarah Boyd           | Iden Baghdadchi                  | 12 de julho de 2019 | 2.30                |
| A equipe finalmente se encontra, porém não há tempo para conversas, os agentes precisam salvar um planeta. |              |                                                                                          |                      |                                  |                     |                     |
| 120 | 10           | "Leap" "(Salto)" (BR)                                                                    | Garry A. Brown       | Drew Z. Greenberg                | 19 de julho de 2019 | 2.38                |
| Após todos os acontecimentos, a equipe agora deve confiar uns nos outros para enfrentar uma desgraça iminente e um inimigo que está mais perto do que eles pensam.                                                                                   |              |                                                                                          |                      |                                  |                     |                     |
| 121 | 11           | "From the Ashes" "(Das Cinzas)" (BR)                                                     | Jennifer Phang       | James C. Oliver e Sharla Oliver  | 26 de julho de 2019 | 2.14                |
| Sem tempo e respostas, os agentes devem enfrentar os fantasmas do passado para conseguirem seguir em frente. |              |                                                                                          |                      |                                  |                     |                     |
| 122 | 12           | "The Sign" "(O Signo)" (BR)                                                              | Nina Lopez-Corrado   | Nora Zuckerman e Lilla Zuckerman | 2 de agosto de 2019 | 1.88                |
| Com o tempo se esgotando, a equipe tem que ir até o inferno, se necessário, para evitar o fim de tudo. |              |                                                                                          |                      |                                  |                     |                     |
| 123 | 13           | "New Life" "(Vida Nova)" (BR)                                                            | Kevin Tancharoen     | Brent Fletcher e Jed Whedon      | 2 de agosto de 2019 | 1.88                |
| Com o tempo se esgotando, a equipe tem que ir até o inferno, se necessário, para evitar o fim de tudo.. |              |                                                                                          |                      |                                  |                     |                     |